# Alemania en el Festival de la Canción de Eurovisión 1956
Alemania Occidental organizó una final nacional para seleccionar las dos canciones que la ARD enviaría a la primera edición del Festival de la Canción de Eurovisión que se celebró el 24 de mayo de 1956 en Lugano, Suiza. La final nacional de este país tuvo lugar el 1 de mayo en la ciudad de Colonia. Las canciones elegidas fueron «Im Wartesaal zum großen Glück» interpretada por Walter Andreas Schwarz y «So Geht Das Jede Nacht» interpretada por Freddy Quinn.

## Resultados de la final nacional
| #  | Artista                     | Canción                         |
| -- | --------------------------- | ------------------------------- |
| 1  | Lys Assia                   | «Ein kleiner goldner Ring»      |
| 2  | Rolf Baro                   | ¿?                              |
| 3  | Eva Busch                   | ¿?                              |
| 4  | Angèle Durand               | ¿?                              |
| 5  | Margot Eskens               | ¿?                              |
| 6  | Friedel Hensch y Die Cyprys | ¿?                              |
| 7  | Margot Hielscher            | ¿?                              |
| 8  | Bibi Johns                  | ¿?                              |
| 9  | Freddy Quinn                | «So geht das jede Nacht»        |
| 10 | Walter Andreas Schwarz      | «Im Wartesaal zum großen Glück» |
| 11 | Hans Arno Simon             | ¿?                              |
| 12 | Gerhard Wendland            | ¿?                              |